# 3184 Raab
A 3184 Raab (ideiglenes jelöléssel 1949 QC) a Naprendszer kisbolygóövében található aszteroida. Johnson, E. L. fedezte fel 1949. augusztus 22-én.